# SlideShare
SlideShare est un site web d'hébergement et de partage de présentations et d'autres contenus professionnels fondé le 4 octobre 2006 par Jonathan Boutelle, Amit Ranjan et Rashmi Sinha. 

## Historique
LinkedIn a annoncé le rachat de SlideShare Inc. le 3 mai 2012 pour 119 millions de dollars en numéraire et solde par actions.
En août 2020, LinkedIn annonce la vente du service à Scribd pour un montant non précisé.

## Fonctionnement
En tant que site d'hébergement et de partage de présentations, SlideShare propose aux internautes de télécharger et de partager différents types de fichiers. SlideShare accepte les fichiers d'une taille maximale de 100 Mo et différents formats :
- Microsoft Office
  - présentation : ppt, pps, pot, pptx, potx, ppsx ;
  - texte : doc, docx, rtf ;
  - tableur : XLS.
- OpenDocument : ODT (texte), ODP (présentation), ODS (tableur).
- Apple Keynote : key, zip.
- iWork Pages.
- PDF.

SlideShare est devenu l'un des plus grands site d'hébergement et de partage au monde, surtout en ce qui concerne les documents professionnels.